# Retencija (filozofija)
Retencija, u nauku o vremenu E. Husserla, je sjećanje na temelju onoga protentno danoga (protencija). Retencija skupa s protencijom kao onim što se odnosi na budućnost i sadašnjost stvara unutarnju svijest o vremenu. Ona je pripadna sadašnjoj fazi imanentnoga, to jest nutarnje doživljenoga vremena, s obzirom na koje se pojavljuje kao svijest o protjecanju vremena, odnosno o njegovu prelaženju u prošlost. Tako istodobno u sadašnjost ulazi buduće, protentno vrijeme, čime se uspostavlja kontinuum svijesti o vremenu. Zahvaljujući kontinuitetu prošloga, sadašnjeg i budućega, svijest o vremenu može u tom jedinstvu iskušavati predmete u njihovoj jedinstvenoj zornoj danosti.